# Щербаев, Тимур Николаевич
Тимур Николаевич Щербаев — советский хозяйственный, государственный и политический деятель.

## Биография
Родился в 1935 году в селе Вязовка. Член КПСС.
С 1959 года — на хозяйственной, общественной и политической работе. В 1959—2006 гг. — ответработник отделов эксплуатации флота, портов и связи Мурмансельди и Севрыбы, заместитель начальника, начальник Мурманского морского рыбного порта, первый секретарь Первомайского райкома КПСС города Мурманска, первый секретарь Мурманского горкома КПСС, заместитель начальника Севрыбы, учредитель и владелец мурманской компании ООО ПКФ «ВНЕШТРАНС-ТРАНЗИТ».
Делегат XXVI и XXVII съездов КПСС.
Жил в Мурманске.